# دائرة بوفاريك
دائرة بوفاريك إحدى دوائر ولاية البليدة تبلغ مساحة الدائرة 96.72 كلم2 وهي تتكون من ثلاث بلديات :
بلدية بوفاريك: تتوسط سهل متيجة تعلو عن سطح البحر ب 41 متر وتبعد عن الجزائر العاصمة ب 35 كلم وعن مقر الولاية ب 14 كلم تبلغ مساحتها 50.97كم2 وتضم تجمعين سكانيين هامين وهما سويداني بوجمعة وسيدي عايد، هناك ملحق إداري على مستوى سيدي عايد
بلدية الصومعة : تقع على الطريق الوطني رقم 29 الرابط بين البليدة والأربعاء على بعد 09 كم عن مقر الولاية شرقا وعلى مسافة 06 كم جنوبا من مقر الدائرة التي يربطها بها الطريق الولائي 112 ومساحتها هي : 27.75 كم2 وتضم مراكز حلوية + الغرابة + بهلي + الشريفية + السعادة + فروخة
هناك ملحق إداري في مركز بهلي (لم يتم فتحه بعد)
بلدية قرواو : تقع في الجهة الجنوبية لسهل متيجة بمحاذاة الأطلس البليدي على بعد 07 كم شرقا مقر ولاية البليدة وب 08 كلم جنوب مقر الدائرة ومساحتها 18.00كم2 وتضم مركز سيدي عيسى.
هناك ملحق إداري على مستوى سيدي عيسى

## السكان
بلغ عدد سكان سنة 2008 حوالي 123.265